# Distretti congressuali delle Hawaii

Distretti congressuali delle Hawaii

Lo stato delle Hawaii è diviso in 2 distretti congressuali, ognuno rappresentato da un rappresentante alla Camera dei rappresentanti degli Stati Uniti.
I distretti sono attualmente rappresentati al 119º Congresso degli Stati Uniti d'America tutti da democratici.

## Distretti e rispettivi rappresentanti
| Distretto | Rappresentante | Partito     | CPVI | In carica dal  | Mappa del distretto |
| --------- | -------------- | ----------- | ---- | -------------- | ------------------- |
| 1°        | Ed Case        | Democratico | D+13 | 3 gennaio 2019 |                     |
| 2°        | Jill Tokuda    | Democratico | D+12 | 3 gennaio 2023 |                     |

## Cronologia delle configurazioni
Le tabelle riportano le mappe dei confini dei distretti congressuali dello stato delle Hawaii, presentati in maniera cronologica. Vengono mostrati tutti i cicli di modifica periodica dei distretti dal 1973 ad oggi.
| Anno      | Cartina dello stato |
| --------- | ------------------- |
| 1973–1982 |                     |
| 1983–1984 |                     |
| 1985–1992 |                     |
| 1993–2002 |                     |
| 2003–2013 |                     |
| 2013–2023 |                     |
| Dal 2023  |                     |

## Distretti obsoleti
- Distretto congressuale at-large delle Hawaii